# Донец (Новгородская область)
Донец — опустевшая деревня в Солецком районе Новгородской области.

## География
Находится в западной части Новгородской области на расстоянии приблизительно 9 км на север-северо-восток по прямой от железнодорожного вокзала станции Сольцы.

## История
Деревня отмечалась еще на карте 1840 года. В 1859 году здесь (тогда деревня Лужского уезда Санкт-Петербургской губернии) было учтено 6 дворов. До 2020 года входила в состав Дубровского сельского поселения до его упразднения.

## Население
Численность населения: 37 человек (1859 год), 4 (русские 100 %) в 2002 году, 0 в 2010.